# Nagroda im. Mariana Rejewskiego
Nagroda im. Mariana Rejewskiego – polska nagroda naukowa ustanowiona w 2020 r. przez Ministerstwo Obrony Narodowej za najlepszą pracę inżynierską, licencjacką, magisterską i rozprawę doktorską poświęconą cyberbezpieczeństwu i kryptologii.